# Aeroportul Municipal Glenwood Springs
Aeroportul Municipal Glenwood Springs (IATA: GWS, ICAO: KGWS, FAA LID: GWS) este un aeroport din Colorado, Statele Unite ale Americii.
Situat la o altitudine de 1.803,1968 m, aeroportul dispune de 1 pistă.

## Infrastructură

### Piste
Aeroportul dispune de o singură pistă. Pista 14/32 are suprafața de asfalt și dimensiunile 3.305 picioare × 50 picioare. 